# Caught in the Game
Caught in the Game – czwarty longplay zespołu Survivor wydany w roku 1983. 

## Spis utworów
1. Caught In The Game
2. Jackie Don't Go
3. I Never Stopped Loving You
4. It Doesn't Have To Be This Way
5. Ready For The Real Thing
6. Half-Life
7. What Do You Really Think?
8. Slander
9. Santa Ana Winds

## Skład

### Zespół
- Dave Bickler: wokal
- Frankie Sullivan: gitara
- Jim Peterik: keyboard
- Daryl Dragon: keyboard
- Stephan Ellis: gitara basowa
- Marc Droubay: perkusja

### Goście
- Tom Kelly
- Richard Page
- Kevin Cronin (tylny wokal)